# Шварцберг, Яков Александрович
Яков Александрович Шварцберг (укр. Яків Олександрович Шварцберг; 30 октября 1885, Старый Оскол — 28 января 1969) — украинский советский врач-оториноларинголог, заслуженный деятель науки УССР (1941), профессор Киевского медицинского института. Главный отоларинголог Минздрава УССР (1950—1955). Участник Гражданской войны в России.

## Биография
Яков Александрович Шварцберг родился 30 октября 1885 года в городе Старый Оскол. В 1914 году окончил Харьковский университет, после чего был мобилизован в армию и направлен на фронт на должность младшего врача полка. В 1916 году Яков Александрович вернулся в университет, сдал государственные экзамены, после чего продолжил службу старшим врачом полка.
В годы Первой мировой войны был направлен в Славянск на должность старшего ординатора хирургического отделения военного госпиталя, входивший в состав Красной армии.
С 1919 году Я. А. Шварцберг работал консультантом-отоларингологом группы госпиталей эвакопункта в Сумы. В годы Гражданской войны служил в составе Красной армии.
В последующем работал: начальником ЛОР-отделения военно-клинического госпиталя (Киев, с 1923 года); главным консультантом Лечсанупра УССР и заведующим ЛОР-отделением стационара Личсанупра (с 1930 года); приват-доцент Киевского института усовершенствования врачей (с 1932 года); заведующий кафедрой болезней уха, горла и носа 2-го Киевского медицинского института (с 1935 года). Получил звание профессора 2-го Киевского медицинского института (ныне Национальный медицинский университет имени А. А. Богомольца).
В начале Второй Мировой войны Киевский военный госпиталь был эвакуирован в Харьков, затем в Томск. В конце 1942 года Яков Александрович был переведён в Москву на должность консультанта госпиталя авиационной медицины и института нейрохирургии имени Н. Н. Бурденко. Одновременно Главное военно-медицинское управление привлекало его к консультативной и инспекторской работам на 1-м, 2-м, 3-м и 4-м Украинских фронтах.
С 1944 года, после возвращения госпиталя и медицинского института из эвакуации в Киев, Я. А. Шварцберг был одновременно назначен заведующим ЛОР-кафедрой Киевского медицинского института и главным отоларингологом Киевского военного округа. Работал главным отоларингологом до выхода в 1948 году в отставку. До 1955 года был главным специалистом Минздрава УССР.
После ухода из армии Яков Александрович переключился на работу в клинике и на кафедре ЛОР-болезней Киевского медицинского института.
Учёным подготовлено более 200 врачей по отоларингологии для военного ведомства и органов здравоохранения. Многие из них стали известными специалистами: П. И. Трифонов, А. Д. Гурков, М. И. Соболь, А. А. Маньковский, Б. Л. Французов и другие.
Яков Александрович Шварцберг скончался 28 января 1969 года. На его могиле установлен памятник скульптора К. А. Кузнецова.

## Награды
- орден Ленина
- орден Красного Знамени
- орден Трудового Красного Знамени

## Труды
Я. А. Шварцберг создал «Набор гортанных расширителей», который демонстрировался в Москве на ВДНХ, является автором около 100 научных работ, касающихся лечения тонзиллита, склеромы, злокачественных опухолей уха, носа и горла и другого. Среди них:
- Вопрос хирургического вмешательства при заболевании придаточных полостей носа и уха (1934);
- Ранение лобных пазух по материалам ВОВ (1942);
- О применении набора гортанных расширителей (1951).